# 费多尔·姆斯季斯拉夫斯基
费多尔·姆斯季斯拉夫斯基（俄语：Мстиславский, Фёдор Иванович，?—1622年12月16日）是一位俄罗斯波雅尔，也是贵族杜马领袖之一，七波雅尔之首（这个贵族团体在1610-1612年间短暂统治俄罗斯），曾於1613年擔任全俄罗斯缙绅会议主席。